# Youssef Chahed

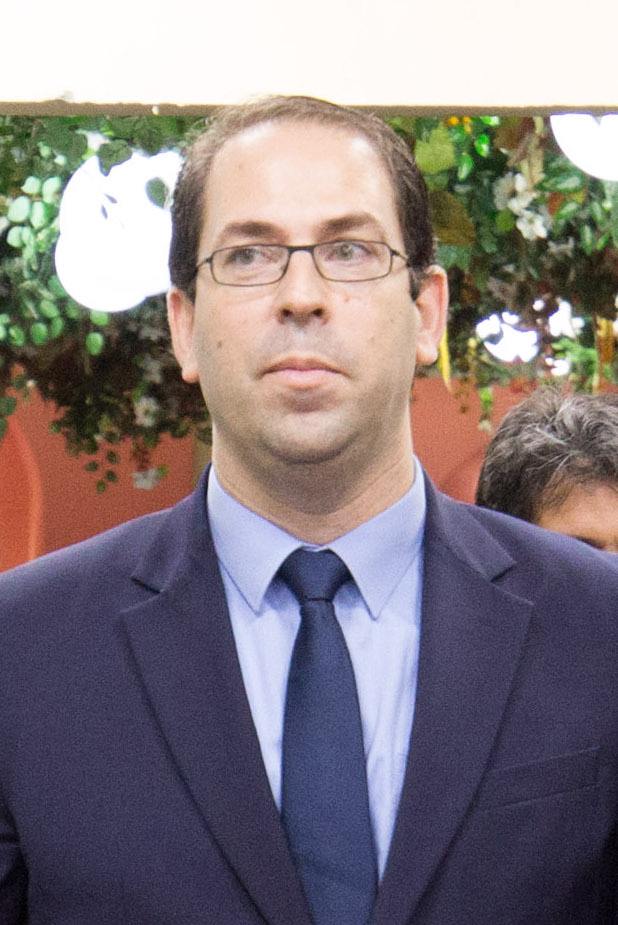
Youssef Chahed (2016)

Youssef Chahed (arabisch يوسف الشاهد, DMG Yūsuf aš-Šāhid; geboren am 18. September 1975 in Tunis) ist ein tunesischer Politiker. Vom 27. August 2016 bis zum 27. Februar 2020 führte er als Premierminister die tunesische Regierung.

## Familie, Ausbildung und Beruf
Chaheds Großmutter Radhia Haddad war ab den 1950er Jahren eine der ersten weiblichen Abgeordneten des tunesischen Parlaments. Sie gehörte zu den politischen Größen der Neo-Destour-Bewegung. Er studierte Agrarwissenschaften am tunesischen Nationalen Institut für Agrikultur, das er 1998 abschloss. Anschließend setzte er sein Studium am Institut national agronomique Paris-Grignon fort, das er 1999 mit einem Postgraduierten-Diplom (DEA) in Umwelt- und Rohstoffökonomie abschloss. 2003 wurde er in Agrarökonomie mit dem Thema Auswirkung der Liberalisierung von Agrarmärkten an den Börsen und auf den Wohlstand bei Jean-Christophe Bureau promoviert. Chahed war anschließend Universitätsdozent für Agrarökonomie in Frankreich und Gastprofessor in Paris, Tokio und São Paulo.
Chahed ist verheiratet und hat eine Tochter. Er spricht Arabisch, Französisch, Englisch und Italienisch. Seit seiner Kindheit ist er Fan des Hauptstadtvereins Club Africain.

## Politische Laufbahn
Nach der Revolution in Tunesien 2010/2011 und dem Sturz des Autokraten Ben Ali kehrte er nach Tunis zurück und ging in die Politik. 2012 gründete er die sozialliberale Partei Al Joumhouri mit und schloss sich 2013 der von Beji Caid Essebsi gegründeten säkularen Sammlungspartei Nidaa Tounes an, deren Vorstand er angehört. Nach deren Wahlsieg bei der ersten demokratischen Parlamentswahl in Tunesien 2014 wurde Chahed im Kabinett Essid im Februar 2015 Staatssekretär im Landwirtschaftsministerium, zuständig für Fischerei. Nach einer Kabinettsumbildung wurde er am 6. Januar 2016 Leiter des neugeschaffenen Ministeriums für lokale Angelegenheiten.
Nachdem die Volksrepräsentantenversammlung der Regierung unter Premierminister Habib Essid am 3. August 2016 das Misstrauen ausgesprochen hatte, schlug Essebsi, der 2014 zum Präsidenten Tunesiens gewählt worden war, Chahed als neuen Premierminister vor (Art. 99 Abs. 2 und Art. 89 der Verfassung). Er stellte eine neue Regierung zusammen und bekam von der Volksrepräsentantenversammlung am 27. August 2016 das Vertrauen ausgesprochen, sodass er seitdem im Amt ist (Art. 89 Abs. 5 der Verfassung). Auf Wunsch Essebsis wurde eine Allparteienregierung gebildet. Der damit verbundene Generationenwechsel – Chahed war bei Ernennung 41 Jahre alt, Essebsi 89 – und seine persönliche Integrität wurden auch international begrüßt. Seine (entfernte) Verwandtschaft mit dem Präsidenten Essebsi führte zu Kritik an seiner Berufung.
Am 15. Juli 2018 griff Staatspräsident Beji Caid Essebsi Premierminister Chahed scharf an und forderte ihn indirekt zum Rücktritt auf.
Bei der ersten Runde der Präsidentschaftswahl 2019 belegte er mit 7,4 % der Stimmen Rang 5 und erreichte somit nicht die Stichwahl.

## Schriften
- Mesure de l’impact de la liberalisation des marches agricoles sur les echanges et le bien-être (Dissertation).[9]